# Братский листок
Братский листок — российский религиозный журнал, издававшийся И. С. Прохановым в качестве приложения к журналу «Христианин». Выходил в 1906—1916 годах и в 1925—1926 годах. В 1906—1910 годах издавался отдельной тетрадкой, позднее выходил как отдел в журнале «Христианин».

## Содержание журнала
Параллельное издание «Христианина», «Братского листка» и «Утренней Звезды» преследовало трёхсоставную цель. «Христианин» предназначался для удовлетворения духовных нужд верующих, «Братский листок» представлял собой форум христиан различных деноминаций (здесь освещались новости конференций баптистов, молокан, евангельских христиан, а также информация от западных миссионеров), а «Утренняя Звезда» должна была стать органом Русского евангельского союза. Эти издания были основным средством идентификации евангельского движения и формирования его богословия.
В первом номере «Братского листка» в обращении к читателям говорилось:
"В начале предполагалось в «Христианине» иметь отдел: «Общественные вопросы», но потом было решено выделить его в отдельный листок, как ежемесячное приложение под названием: «Братский листок».

«Братский листок» назначается для членов Евангельских общин. При каждом номере «Христианина» будет печататься отдельная брошюра или с призывом к необращенным или с духовным содержанием для испытанных верующих. Брошюрки будут печататься в несколько большем количестве, чем номера, так что их можно будет выписывать отдельно за указанную в них плату.
На страницах «Братского листка» будут обсуждаться все вопросы, касающиеся нужд Евангельских христиан.
Немецкий историк Вильгельм Кале отмечал «важнейшую роль» «Братского листка», поскольку в нём публиковались официальные материалы съездов, а также документы отношений евангельских церквей с государственными структурами.
Помимо освещения жизни и деятельности общин евангельских христиан, Русского евангельского союза, Всероссийского союза евангельских христиан, на его страницах рассказывалось о родственной конфессии — баптистах и их видных представителях, таких как В. Г. Павлов, В. В. Иванов, М. Д. Тимошенко, П. Я. Дацко, В. А. Фетлер и других.
В журнале рассказывалось о миссионерском служении, помещались сведения о деятельности юношеских кружков, печатались официальные документы Союза евангельских христиан. Так, в 1910 году в «Братском листке» было напечатано Вероучение евангельских христиан, написанное И. С. Прохановым и принятое съездом Евангельских христиан 1910—1911 годов.

## «Братский листок» СЦ ЕХБ
Жёсткие действия органов власти в советский период в отношении евангельских христиан вызывали противодействие со стороны «отделенного» братства ЕХБ. Это сопротивление чем дальше, тем больше приобретало формы, характерные для советских диссидентов: мониторинг нарушений прав верующих, различные обращения, открытые письма в высшие органы власти и в международные организации, мирные демонстрации и пикеты и т. п. Евангельские христиане-баптисты в Советском Союзе, в отличие от представителей других позднепротестантских конфессий, уделяли большое внимание информационной борьбе и распространению своих идей. В связи с этим, с 1965 года Совет церквей ЕХБ возобновляет нелегальный выпуск издания под названием «Братский листок». Этот журнал, а также журнал «Вестник спасения» стали официальными информационными рупорами СЦ ЕХБ.
Из публикаций издания прослеживаются и первые признаки смягчения государственной конфессиональной политики в отношении баптистов-инициативников (сторонников Совета церквей — СЦ ЕХБ), принципиально отказывающихся от официальной регистрации. Так, в 1987 году «Братский листок» сообщает об освобождении восьмерых служителей СЦ, причём четверых досрочно. Однако в последнем номере года указывается, что многие братья продолжают «томиться в неволе», и перечислены восемь фамилий узников из открытого списка. В публикациях 1988 г. сообщается, что к концу 1988 г. все служители СЦ «возвратились из уз». В ходе недели молитвы верующим предлагалось благодарить Господа за получение духовной литературы и участие детей в молитвенных собраниях. Это позволяет утверждать, что властями были сняты запреты на получение Библии и другой духовной литературы из-за рубежа и на привлечение несовершеннолетних к участию в богослужениях. Публикации за 1989 г. сообщают о коренных изменениях в сфере реализации религиозных свобод. Описываемым беспрецедентным событием стало проведённое впервые в истории братства Всесоюзное совещание служителей СЦ ЕХБ (1-2 июля, г. Ростов-на-Дону), в котором участвовало около 2 тыс. человек. Кроме того, решились многие проблемы предыдущих десятилетий, касающиеся религиозной литературы и образования. В частности, в День благодарения (31 декабря) верующим предлагалось вознести молитвы за обилие духовной литературы. Там же отмечалось, что в прошедшем году повсеместно удалось провести библейские и регентские курсы, молодёжные семинары для верующих.